# Schlacht von Ambuila
Die Schlacht von Ambuila oder Schlacht von Mbwila vom 29. Oktober 1665 war die entscheidende Schlacht zwischen Portugal und dem Königreich Kongo. Sie endete mit dem Tod des Mani-Kongo António I. und der endgültigen Zerschlagung des Reiches in einzelne, Portugal hörige Provinzen.
Der Konflikt zwischen beiden Ländern wegen des die kongolesische Gesellschaft untergrabenden Sklavenhandels schwelte zu diesem Zeitpunkt bereits seit knapp eineinhalb Jahrhunderten, endgültiger Auslöser der Schlacht war aber eine Erklärung von António I., dass alle bisher mit Portugal abgeschlossenen Verträge ungültig und die von Portugal annektierten Gebiete zurückzugeben seien.
Die Portugiesen versammelten sich und ihre Alliierten nahe der Stadt Luanda (im heutigen Angola). Geführt von Luis Lopes de Sequeira, einem Soldaten gemischt portugiesisch-afrikanischer Herkunft, gruppierten sich die portugiesischen Kräfte um 450 Musketiere und zwei leichte Artilleriegeschütze.
Die kongolesische Armee hingegen bestand aus 380 Musketieren, Bogenschützen und einem großen, allerdings irregulären Heer. António führte das Staatsarchiv sowie den Staatsschatz mit sich, um zu verhindern, dass in seiner Abwesenheit von der Hauptstadt ein Usurpator seinen Platz einnahm.
Die portugiesische Armee besiegte das kongolesische Heer, enthauptete António, zahlreiche seiner Höflinge (darunter den luso-afrikanischen Schriftsteller und Kaplan Antónios Manuel Roboredo) und ergriff die endgültige Kontrolle über das Land. Der Kopf des Mani-Kongo wurde von den Portugiesen zeremoniell in einer Kapelle in der Bucht von Luanda beigesetzt, Krone und Zepter des Kongo wurden als Trophäen nach Lissabon gesandt.